# Élections législatives barbadiennes de 2013
Les élections législatives barbadiennes de 2013 se sont déroulées le 21 février 2013 à la Barbade afin de renouveler les 30 membres de l'Assemblée de la Barbade. Malgré un recul en sièges, le Parti travailliste démocrate conserve la majorité absolue. Freundel Stuart est reconduit au poste de Premier ministre de la Barbade.

## Mode de scrutin
La Barbade est une monarchie parlementaire avec la reine Élisabeth II pour chef d'État, avec le titre de reine de la Barbade, représentée sur place par un gouverneur général. Le pouvoir exécutif est exercé par le Premier ministre, chef du gouvernement, choisi par le parlement. La chambre d'assemblée est la chambre basse du parlement bicaméral de la Barbade. Elle est composée de 30 députés élus au scrutin uninominal majoritaire à un tour dans autant de circonscriptions uninominales.

## Résultats
|                           |                                      |         |       |        |               |  |  |  |  |
| Partis                    | Partis                               | Voix    | %     | Sièges | +/-           |  |  |  |  |
|                           | Parti travailliste démocrate (DLP)   | 78 851  | 51,30 | 16     | 4             |  |  |  |  |
|                           | Parti travailliste (BLP)             | 74 121  | 48,22 | 14     | 4             |  |  |  |  |
|                           | Congrès populaire démocratique (PDC) | 89      | 0,06  | 0      | en stagnation |  |  |  |  |
|                           | Parti bajan libre (BFP)              | 50      | 0,03  | 0      | Nv            |  |  |  |  |
|                           | Gouvernement du royaume (KGB)        | 39      | 0,03  | 0      | Nv            |  |  |  |  |
|                           | Indépendants                         | 552     | 0,36  | 0      | en stagnation |  |  |  |  |
|                           |                                      |         |       |        |               |  |  |  |  |
| Suffrages exprimés        | Suffrages exprimés                   | 153 702 | 99,52 |        |               |  |  |  |  |
| Votes blancs et invalides | Votes blancs et invalides            | 741     | 0,48  |        |               |  |  |  |  |
| Total                     | Total                                | 154 443 | 100   | 30     | en stagnation |  |  |  |  |
| Abstentions               | Abstentions                          | 948 581 | 37,98 |        |               |  |  |  |  |
| Inscrits / participation  | Inscrits / participation             | 249 024 | 62,02 |        |               |  |  |  |  |

| Majorité absolue |     |
| ↓                |     |
| 16               | 14  |
| DLP              | BLP |